# Хоронево (село)
 Хоронево — село в Смоленской области России, в Шумячском районе. Население — 55 жителей (2007 год). Расположено в юго-западной части области в 6 км к западу от Шумячей, в 8 км севернее границы с Беларусью, на правом берегу реки Остёр. 
Входит в состав Руссковского сельского поселения.

## Достопримечательности
Комплекс археологических памятников:
- Городище в 1 км к северо-западу от села на правом берегу реки Немка. Относится к поселениям днепро-двинских племён 2-й половины 1-го тысячелетия до н.э.
- Курганная группа (4 кургана) в 1,6 км к юго-западу от села.
- Селище в 1 км к юго-западу от села.